# Garden City (Colorado)
Garden City è un centro abitato (town) degli Stati Uniti d'America della contea di Weld nello Stato del Colorado. La popolazione era di 357 persone al censimento del 2000. Con una superficie totale meno di un miglio quadrato, è interamente circondato dalle città di Greeley ed Evans.

## Storia
Garden City è stata fondata il 2 agosto 1938 come base per i saloon e i negozi di liquori per i residenti della vicina Greeley, che all'epoca era una dry city. Poco dopo l'abrogazione del proibizionismo negli Stati Uniti, nel giugno 1935, gli elettori di Greeley, con una maggioranza di 356 voti, hanno votato nelle elezioni locali per rendere Greeley "dry (a secco)" e vietare la vendita, la fabbricazione, il trasporto o il possesso di liquore nei limiti della città di Greeley. La mattina seguente alle elezioni, due negozi di liquori a Greeley sono stati chiusi dal capo della polizia. Il Greeley Tribune ha pubblicato diversi articoli su Wet Town, una città che è stata incorporata sul bordo meridionale di Greeley. In quest'area si trovavano 10 acri, nota all'epoca come Ray's Cottage Camp, di proprietà della sig.ra A.F. Ray. La legge per l'incorporazione di una città al tempo necessitava di una petizione 30 o più residenti che erano anche proprietari per entrare a far parte della contea di Weld. La signora Ray ha venduto le sue cabine e un sacco del suo Cottage Camp per un minimo di $100.00 in modo che Garden City potesse soddisfare i criteri di petizione. Secondo gli articoli scritti del Tribune, l'incorporazione di Garden City è stata contestata e ha trovato non validi due volte, ma Garden City venne finalmente incorporata al terzo tentativo nel 1938. Secondo il documento di incorporazione in archivio presso il Clerk's Office, l'incorporazione era data al 2 agosto 1938.  

## Geografia fisica
Garden City è situata a 40°23′41″N 104°41′19″W (40.394766, -104.688634).
Secondo lo United States Census Bureau, ha un'area totale di 0,1 miglia quadrate (0,26 km²).

## Società

### Evoluzione demografica
Secondo il censimento del 2000, c'erano 357 persone.

### Etnie e minoranze straniere
Secondo il censimento del 2000, la composizione etnica della città era formata dal 46,50% di bianchi, il 2,52% di nativi americani, l'1,68% di asiatici, il 47,62% di altre razze, e l'1,68% di due o più etnie. Ispanici o latinos di qualunque razza erano il 68,35% della popolazione.